# Annemieke de Goederen

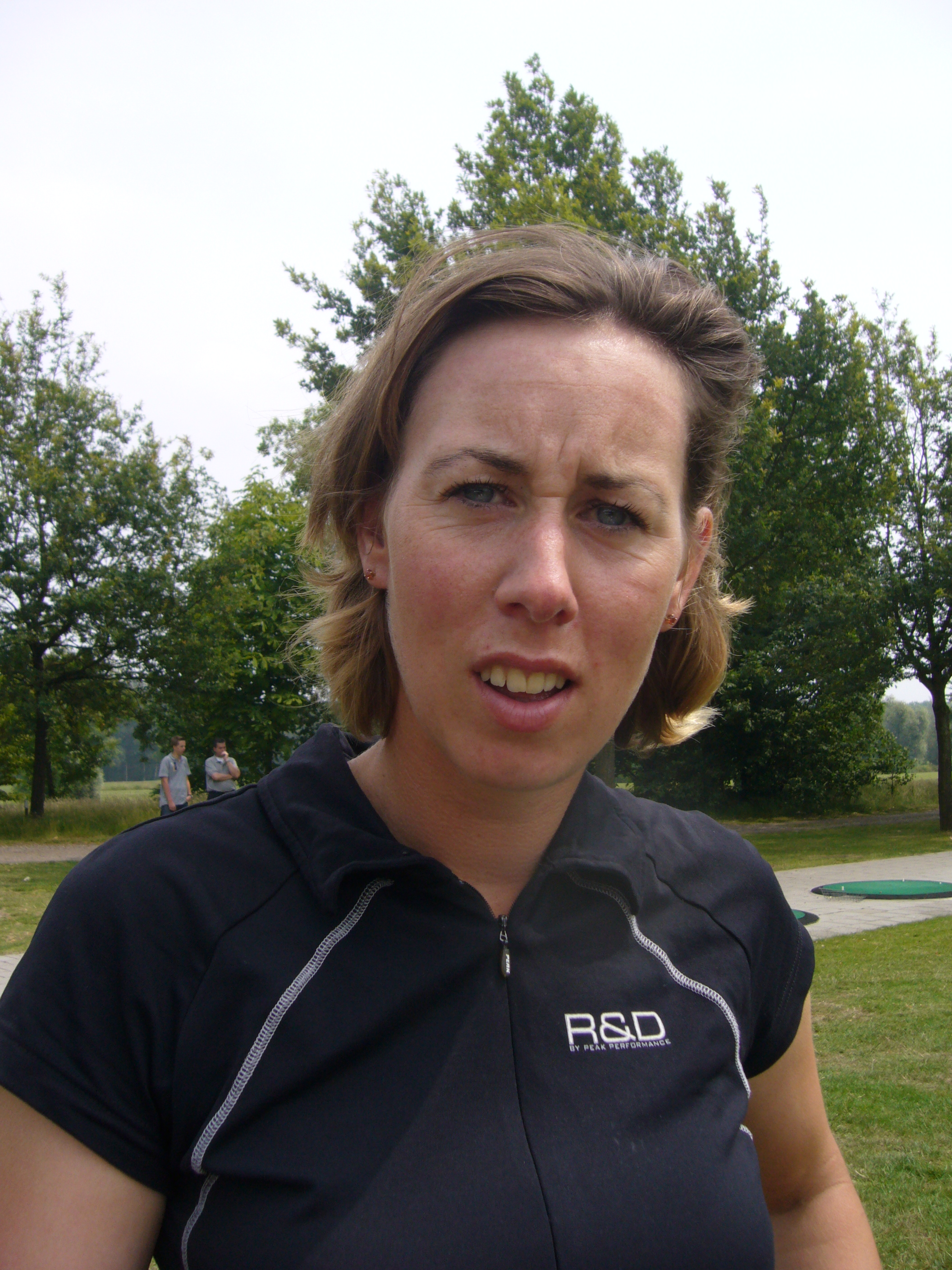
De Goederen op Golfclub Geijsteren in 2009

Annemieke de Goederen (Woerden, 31 januari 1978) is een Nederlandse golfprofessional.
De Hilversumsche Golf Club is sinds 2015 haar thuisclub.

## Professional
Annemieke de Goederen is in 2003 professional geworden en heeft haar opleiding aan de Fontys Hogescholen gedaan.
- 2003: twee overwinningen op de Ormit Golf Tour.
- 2005: winnaar Nationaal Open Matchplay op Golf & Country Club Geijsteren
- 2006: Finalist bij de Nationaal Open Matchplay op Geijsteren, ze verliest van Marcella Neggers.
- 2008: 2de bij het PGA Kampioenschap op Golfbaan Delfland achter Mette Hageman.
- 2009: Finalist bij de Nationaal Open Matchplay op Geijsteren, ze verliest met 5/4 van Chrisje de Vries.
- 2010: Maastricht Dames, Riboglas PGA Kampioenschap strokeplay, Nationaal Open Matchplay, op hole 20 gewonnen van Marcella van der Bom, Monday Tour op Maastricht Internationaal, de Amsterdamse Golf Club, Rozenstein en De Heelsumse.

#### Teams
- Eschauzier Cup: in 2005 was zij captain en won haar team. Het waren toen nog twee professional teams die tegen elkaar speelden. In 2008 won het team met de professionals van het team met de amateurs.